# Гідравлічний екскаватор

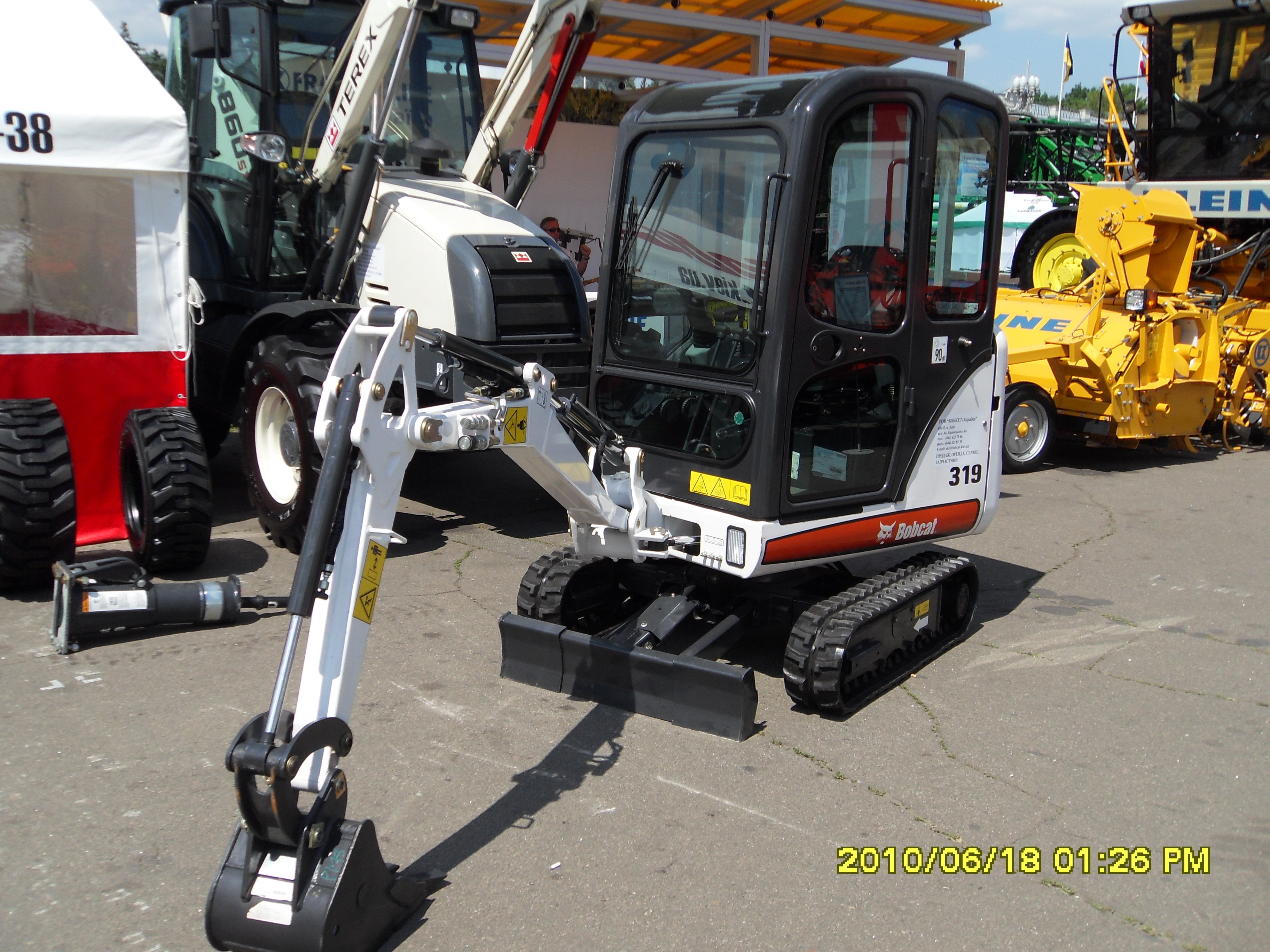
Екскаватор Bobcat 319

Гідравлічний екскаватор (рос.гидравлический экскаватор, англ. hydraulic excavator; нім. Hydraulikbagger m, Baggermaschine f mit hydraulischem Antrieb m) – самохідна виймально-навантажувальна машина, у якій всі види робочих органів (основне або змінне робоче обладнання) шарнірно пов'язані з повно- або частковоповоротною платформою і переміщаються за допомогою гідроциліндрів. 
У гірн. промисловості Г.е. застосовуються на відкритих розробках родов. к.к. для виймання і вантаження в транспорт (автомобільний, залізничний, конвеєрний) висадженої гірн. маси. Джерела енергії гідропривода - електродвигуни та дизельні установки. Г.е. - прямі і зворотні лопати обладнують фронтально перекидними ковшами, прямі лопати - також щелепними. Застосування останніх дозволяє на 10-12% скоротити час робочого циклу. 
На відкритих гірн. роботах розширюється застосування повноповоротних гусеничних Г.е. - прямих лопат із щелепним ковшом. 
Переваги Г.е. пряма лопата: здатність машини розвивати високі зусилля копання при зануренні ковша в породу на рівні майданчика екскаватора, можливість повороту ковша при зачерпуванні породи і його розвантаженні. При цьому істотно скорочується цикл копання, поліпшується заповнюваність ковша, забезпечується селективна виїмка. 
Місткість ковша Г.е. в порівнянні з мехлопатами при однаковій масі машин в 1,8-2 рази більша, витрати електроенергії нижчі на 20-30%. Один з найпотужніших Г.е - RH-300 фірми “Orenstein-Koppel" (ФРН); місткість ковша 22 м3 (30 м3 для вугілля), маса 475 т, макс. висота черпання до 12 м, зусилля на зубах ковша до 1800 кН, робочий тиск в гідросистемі 30 МПа. Двигуни - два дизелі з водяним охолодженням сумарною потужністю 1730 кВт. 

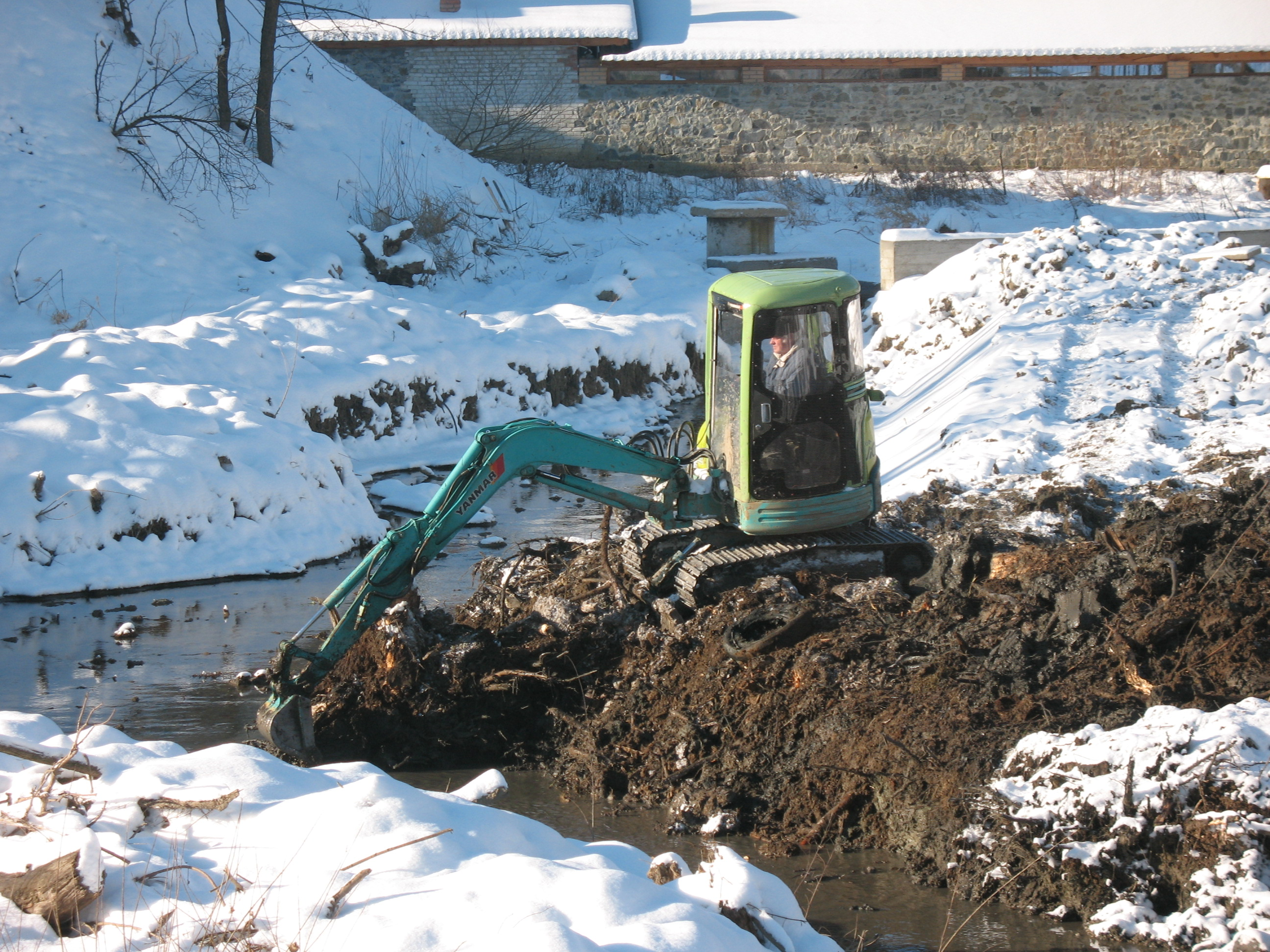
Гідравлічний екскаватор в роботі. Моршин Львівської області.